# Toutes les nuits (chanson)
Pour les articles homonymes, voir Toutes les nuits.
Singles de Colonel Reyel
Celui...
(2010) Aurélie
(2010)
Toutes les nuits est le deuxième single extrait en 2010 de l'album Au rapport (2011) du chanteur français Colonel Reyel. La chanson est écrite par Colonel Reyel, Yannick Moris et Pédro Pirbakas, la production est menée par Pédro 'Krys' Pirbakas. Dans les paroles de la chanson, Colonel Reyel raconte l'histoire d'un homme qui ne sait pas comment avouer son amour à une femme.
Bien que la chanson ne soit pas un succès critiques, les journalistes soulignent les textes faibles et le manque d'originalité, il s'agit d'un succès commercial. Cependant le titre connait un succès moins important que le premier single Celui.... Le single se classe numéro un des ventes en France, et à la 13e position en Belgique francophone.
Après le clip de Celui…, le clip de Toutes les nuits est la vidéo la plus vue sur la plateforme de vidéo YouTube en France en 2011.

## Composition et paroles

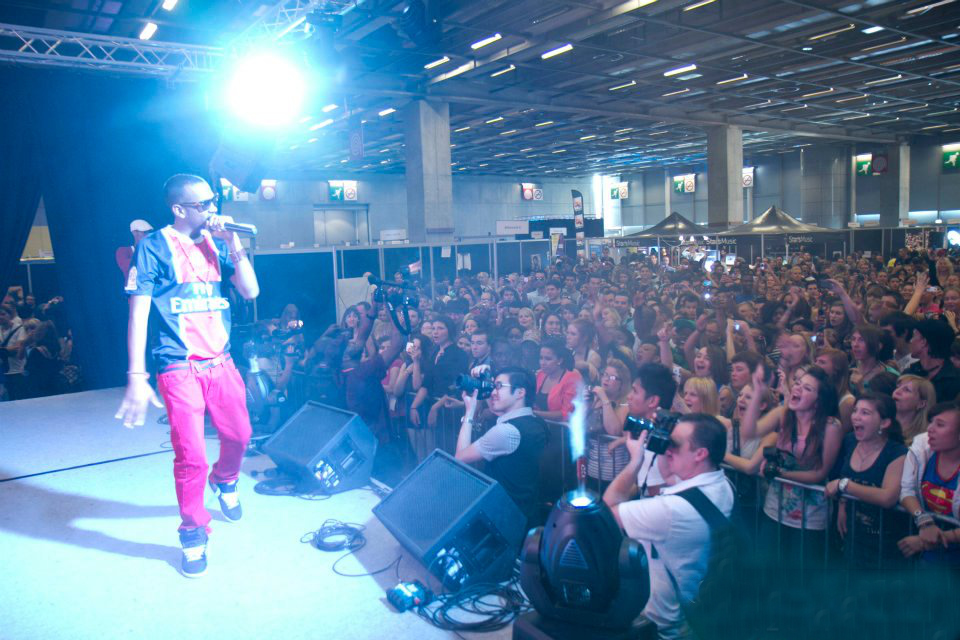
Colonel Reyel lors de Music Expo en 2011.

Toutes les nuits est une chanson au style ragga-dancehall et hip-hop composée par Colonel Reyel, Yannick Moris, Pédro Pirbakas et produite par Pédro 'Krys' Pirbakas. La voix du chanteur est traitée par le logiciel Auto-Tune. La chanson est en tonalité Si bémol. Le battement par minute est de 95. Le morceau comporte des instruments tel qu'une batterie, d'une basse, d'un piano, d'un synthétiseur, et des cordes.
Dans la chanson, Colonel Reyel raconte l'histoire d'un homme qui ne sait pas comment avouer son amour à une femme. Il aborde à travers ce thème sa timidité. « C'est vraiment ce que je suis dans la vie, je suis quelqu'un d'assez réservé, d'assez timide, et je le retranscris dans ma musique. Je n'ai pas l'impression d'être vraiment sûr de moi dans mes textes ».

## Accueil

### Accueil critique
La chanson reçoit majoritairement des critiques négatives de la part des journalistes, qui soulignent les textes faibles et le manque d'originalité.
Frédéric Mangard de Charts in France lors de sa critique de l'album fait remarquer qu'Au rapport rassemble des morceaux autour de l'amour « le tout non sans une certaine maladresse textuelle ». Jonathan Hamard, de la même publication, explique que tout comme la chanson Dis-moi oui, Toutes les nuits « est une chanson d'amour un peu trop suave qui ne séduira que les midinettes ».
Jean-Éric Perrin de Music Story relève que Toutes les nuits comme le premier single Celui... sont des chansons « dédiée[s] à l’amour courtois ». Plus généralement Perrin explique que « la poésie urbaine de Colonel Reyel baigne dans un romantisme fleur bleue qui lui ouvrira certainement l’intérêt des jeunes filles rêveuse », mais que « recentré sur cet alliage de zouk, R&B et ragga qui fait florès aux Antilles, Colonel Reyel chante avec la candeur nécessaire et la juvénilité de rigueur, la voix bien au devant d’une couleur musicale sans aspérité ». Sonia Ouadhi de Music Actu reconnait que « Colonel Reyel ne propose rien de très innovant », mais que les morceaux de l'album Au rapport « ont le mérite d'apporter un peu de fraîcheur et de soleil sur la scène musicale actuelle trustée par la dance et l'electro ».

### Accueil commercial
Toutes les nuits est très bien accueilli commercialement en France, bien qu'il connaisse un succès moins important que son précédent single Celui.... Le single se classe pour la première fois à la 5e place dans le classement des ventes de single en France le 5 mars 2011, puis la semaine suivante, il devient numéro 1 du classement. Le single remplace ainsi le premier single du chanteur. Le single reste dans le top 5 pendant 5 semaines et pendant 19 semaines consécutives dans le classement. Le single se classe dans le classement de fin d'année 2011 à la 36e place des singles les plus vendus.
En Belgique francophone, le single se classe pendant 13 semaines consécutives, il atteint sa meilleure position 13e place, les semaines du 14 mai et 28 mai 2011. Le titre se classe à la 20e place de l'airplay.

## Classements

### Classements hebdomadaires
| Classement (2011)                       | Meilleure position |
| --------------------------------------- | ------------------ |
| Belgique (Wallonie Ultratop 50 Singles) | 13                 |
| France (SNEP)                           | 1                  |

### Classement de fin d'année
| Classement (2011) | Position |
| ----------------- | -------- |
| France SNEP       | 36       |

## Clip
Toutes les nuits est illustré par un clip « ensoleillé », avec « piscine, soleil, danse… toutes les ingrédients sont là » pour « les beaux jours ». Ados.fr fait remarquer la similarité avec le clip de Celui..., « même romantisme, même exotisme, mêmes vibes, et mêmes jolies filles dans le clip ».
Sur la plateforme de vidéo YouTube, le clip vidéo de la chanson est la deuxième vidéo la plus vue en France en 2011 juste après le clip de Celui….

## Reprise
En septembre 2011, lors du passage télévisée de Colonel Reyel dans l'émission de Laurent Ruquier On n'est pas couché sur France 2, les humoristes Arnaud Tsamere et Jérémy Ferrari décident d'intervertir les paroles les paroles de Celui... avec la musique de Toutes les nuits afin de montrer que les mélodies se ressemblent.